# Prielom Muráňa
Prielom Muráňa je přírodní památka v oblasti Slovenský kras.
Nachází se v katastrálním území obce Bretka a Meliata v okrese Rožňava v Košickém kraji. Území bylo vyhlášeno v roce 1980 a novelizováno v roce 1989 na rozloze 39,5567 ha. Ochranné pásmo nebylo stanoveno.